# Divizion
Un divizion este un termen care, în ce privește anumite categorii de forțe militare, indică (sau a indicat) în anumite țări o subunitate de artilerie sau cavalerie (inclusiv cavalerie grea) care corespunde unui batalion. Asemenea acestuia, divizionul este cel mai mic tip de unitate care are un centru de comandă (cartier general).
Același termen în cazul forțelor maritime militare indică o grupare navală compusă din mai multe nave de același tip.

## Artilerie
Un divizion este principala subunitate tactică și de tragere din cadrul artileriei și este format din mai multe baterii de artilerie (în general 3-4, de același calibru sau de calibre mixte, cărora li se asociază subunități de sprijin). Mai multe divizioane de artilerie compun un regiment de artilerie. Poate acționa și independent, sau în cadrul unei brigăzi mixte.
De asemenea, termenul se mai poate întâlni în relație cu unitățile de artilerie antiaeriană, artilerie antitanc, artilerie autopropulsată și de lansatoare de rachete (Rusia, Serbia, Bulgaria).

## Cavalerie
În trupele de cavalerie ale mai multor state din secolul XIX și din prima jumătate a secolului XX, un divizion de cavalerie era format din mai multe escadroane de cavaleriști. Mai multe divizioane de cavalerie compuneau un regiment de cavalerie. Au existat armate în care nivelul de divizion a fost suprimat, escadroanele subordonându-se direct regimentului.
Termenul a mai fost de asemenea folosit în legătură cu detașamente de vehicule blindate de luptă, organizate după forme derivate din tradiția cavaleriei:
- aflate în structura diviziilor mecanizate ale Armatei Roșii (divizioane de tancuri și de autoblindate).
- în timpul campaniei poloneze din Al Doilea Război Mondial, au existat divizioane de care de luptă de recunoaștere poloneze, precum și de tancuri grele germane (subunități pentru care termenul german corespondent era Abteilung).

## Marină militară
În marina militară, termenul indică o grupare tactică de 4 până la 12 nave de război (în funcție de clasă), formată din 2 până la 3 grupuri.

## Alte întrebuințări
Utilizări actuale:
- subunități independente din cadrul GRU de radio-inginerie sau destinate războiului electronic (aflate în cadrul trupelor Spețnaz)
- subunitate de pe navele de rangul I din flota maritimă rusă sau sovietică, ce face parte dintr-o unitate de luptă (unitate de artilerie și rachete, unitate de artilerie, unitate electromecanică, unitate de aviație). Poate consta din mai multe baterii, turele sau grupuri. De asemenea, pot exista divizioane de artilerie principală (de calibrul principal), divizioane de mobilitate a navei, divizioane electrotehnice, divizioane de vitalitate a navei, precum și altele
- unități de instruire în școli militare (artilerie, artilerie antiaeriană, trupe de grăniceri și altele). Pot să fie constituite din mai multe baterii sau din grupuri de antrenament.

Termenul a mai fost de asemenea folosit în legătură cu:
- subunități tactice ale forțelor aeriene (Armata Poloniei în Al Doilea Război Mondial) formate din două sau mai multe escadrile (termenul echivalent este de cel de grup)
- subunități formate din mai multe trenuri blindate (Armata Roșie)
- subunități de baloane de baraj sau de baloane captive (forțele aeriene ale Armatei Roșii în Al Doilea Război Mondial)
- un tip de unitate tactică de infanterie prusiană din secolul XVIII. Aceasta era formată din mai multe plutoane.